# Municipio de Santiago Tepetlapa
El municipio de Santiago Tepetlapa (en náhuatl: Tepetlatl, Pan, ‘Sobre el tepetate’, en chocho Jatchu Ndarja "Árbol sobre la peña"), es un municipio de 131 habitantes situado en el Distrito de Coixtlahuaca, Oaxaca, México.
Limita al norte con Santiago Ihuitlán Plumas; al sur con San Miguel Tulancingo y San Miguel Tequixtepec; al oriente con San Miguel Tequixtepec; al poniente con San Mateo Tlapiltepec.

## Demografía
En el municipio habitan 131 personas. El municipio tiene un grado de marginación medio.

## Organización
En el municipio se encuentran las siguientes localidades:
| Nombre de la localidad | Población (2010) |
| ---------------------- | ---------------- |
| Santiago Tepetlapa     | 101              |
| San José Buenavista    | 29               |
| Xanda                  | 1                |